# دورت‌دیوان
دورت‌دیوان (به ترکی استانبولی: Dörtdivan) یک منطقهٔ مسکونی در ترکیه است که در استان بولی واقع شده‌است.